# Kontula
Kontula (szw. Gårdsbacka) – naziemna stacja metra helsińskiego na jego północnym odgałęzieniu (Itäkeskus – Mellunmäki), obsługująca dzielnicę Kontula we wschodnich Helsinkach. Została otwarta 1 listopada 1986 roku. Projekt wykonało biuro architektoniczne Toivo Karhunen Oy.
Kontula znajduje się pomiędzy stacjami Myllypuro oraz Mellunmäki.